# Fiat Marengo
 (janvier 2025).
Si vous disposez d'ouvrages ou d'articles de référence ou si vous connaissez des sites web de qualité traitant du thème abordé ici, merci de compléter l'article en donnant les références utiles à sa vérifiabilité et en les liant à la section « Notes et références ».
Les différents modèles Fiat Marengo sont les versions commerciales de breaks du constructeur automobile italien Fiat.
Le constructeur italien a pris l'habitude, dès les années 1980, de baptiser les modèles de sa gamme commerciale, FIAT LCV (devenue depuis Fiat Professional), avec des noms de monnaies anciennes. On citera notamment le Fiat Ducato, le Talento, le Fiorino et donc le Marengo (monnaie d'or d'une valeur de vingt francs ou lires frappée en 1801 pour célébrer la victoire de Bonaparte contre les Autrichiens lors de la bataille de Marengo).

## Fiat 131 Marengo
Le premier modèle de la série Marengo a été la FIAT 131, lancé en juillet 1979. Il s'agissait d'une version utilitaire reprenant la base de la FIAT 131 Panorama CL sans les portes arrières et les vitres remplacées par des panneaux tôlés. On note également l'ajout d'une paroi de séparation entre les places avant et la zone de chargement arrière d'un volume très important.
Le véhicule est disponible en 3 versions :
- moteur essence de 1.585 cm3 développant
- moteur diesel de 1.995 cm3 développant
- moteur diesel de 2.445 cm3 développant

La charge utile du 131 Marengo est de 400 kg. La surface de chargement mesure 173 cm de longueur, 138,5 cm de largeur et 81,5 cm de hauteur.

## Fiat Regata Marengo
Le second modèle de la série Marengo reprend la base de la Fiat Regata Weekend, lancée en 1985. La carrosserie, traitée dans le pur style des véhicules commerciaux, avait ses portes arrière condamnées avec les surfaces vitrées remplacées par des panneaux tôlés.

## FIAT Tempra Marengo
Le troisième modèle reprend la base de la FIAT Tempra SW, lancée en 1990, en même temps que la berline, en remplacement de la Regata. Le traitement de la carrosserie est identique, portes arrière condamnées et vitres fumées.

## Fiat Marea Marengo
Le quatrième modèle reprend la base de la Fiat Marea SW-Weekend, présentée en 1997, en remplacement de la Tempra, et garde le même principe de carrosserie.
À l'arrêt de fabrication de la Marea, on peut considérer que c'est la Fiat Stilo Multiwagon Van qui l'a remplacée. Ce sera du reste le dernier modèle de cette série. Les petits utilitaires Scudo offrant plus de volume et de charges transportées ont avantageusement remplacé ces berlines commerciales.